# 名阪近鉄バス揖斐営業所
名阪近鉄バス揖斐営業所（めいはんきんてつバスいびえいぎょうしょ）は、岐阜県揖斐郡揖斐川町にあった名阪近鉄バスの営業所である。揖斐郡内を発着する一般路線バスを担当していた。
2006年10月1日からは揖斐川町コミュニティバスの運行を受託していたが、2019年9月30日をもって撤退した。また、2021年7月17日から2023年8月31日まで高速バス「にしみのライナー」も担当していた。
2024年（令和6年）6月30日をもって営業所として役割を終え、同年7月1日より自動車車庫となった。

## 歴史
現在の揖斐川町にあたる地域のバスは、戦前の関西急行鉄道バス事業部（揖斐駅 - 谷汲）、揖斐川自動車（揖斐駅 - 久瀬）、市場自動車（揖斐駅 - 春日）があった。
- 1941年（昭和16年）4月5日：揖斐川町周辺のバス路線が大垣自動車（現：名阪近鉄バス）に吸収される。
- 2004年（平成16年）11月26日：名阪近鉄バスが谷汲黒野線を廃止[1]。この時点で廃止代替バスの運行が検討されている[1]。
- 2005年（平成17年）11月30日：名阪近鉄バスが揖斐黒野線、揖斐町線を廃止[1]。この時点で翌年10月1日からコミュニティバスが運行開始予定とされている[1]。
- 2006年（平成18年）
  - 10月1日：「揖斐川町コミュニティバス」運行開始[1]。名阪近鉄バスが揖斐川町内の路線（大垣揖斐線を除く）を揖斐川町に譲渡。
  - 11月15日：名阪近鉄バスが大垣揖斐線（大垣市役所 - 大垣駅前、池田町役場 - 近鉄揖斐駅）を廃止[1]。
- 2007年（平成19年）4月1日：「揖斐川町コミュニティバス」谷汲山線、揖斐川北部線を一部延長。
- 2008年（平成20年）10月1日：「揖斐川町コミュニティバス」清水循環線、房島線（揖斐駅 - 森前）を運行開始[3]。
- 2012年（平成24年）6月1日：「揖斐川町コミュニティバス」で経路等を一部変更。春日線の野中 - 大門間を二ノ宮経由へ変更。揖斐黒野線の黒野停留所を廃止し路線名を揖斐大野線へ変更。房島線（揖斐駅 - 森前）を川口橋へ延伸[3]。
- 2013年（平成25年）1月17日：「揖斐川町コミュニティバス」各路線を平日に揖斐総合病院前（病院玄関口）へ乗り入れ開始[3]。
- 2019年（令和元年）10月1日：「揖斐川町コミュニティバス」の運行委託事業者が名阪近鉄バスから揖斐タクシー株式会社[8]へ変更、「揖斐川町ふれあいバス」とデマンドバス「揖斐川町はなももバス」に再編される[3][4]。
- 2024年（令和6年）7月1日：営業所としての役割を終え、若森営業所揖斐車庫となる。若森営業所と共管していた大垣大野線を全て若森営業所へ移管。

## 廃止・撤退路線

### 高速路線

#### にしみの高速線（にしみのライナー）
- 道の駅パレットピアおおの - 名神大垣 - 安八 - 名古屋駅（新幹線口）

2021年（令和3年）7月17日、高速バス「にしみのライナー」運行開始。
2022年（令和4年）11月3日から、土日祝日及び特定日などに1日1往復が愛・地球博記念公園系統として、名古屋駅から愛・地球博記念公園（モリコロパーク）間が区間延長される。なお、延長運転時はモリコロパーク近くの名鉄バス名古屋営業所に入庫する。
2023年（令和5年）9月1日より大垣営業所へ移管。路線自体は存続している。

### コミュニティバス
- 揖斐川町コミュニティバス

## 車両
揖斐営業所の一般路線バスの廃止代替バスとして開業した揖斐川町コミュニティバスでは、揖斐営業所の中型路線車（日野・レインボーIIワンステップ）を引き継いで使用していたが、揖斐川町コミュニティバスからの撤退後、余剰となった専用車両4台が名古屋営業所へ転属し、イオンモール熱田シャトルバスの専用車両に転用されている。この転属に伴い登録番号が岐阜ナンバーから名古屋ナンバーへ変更されている。

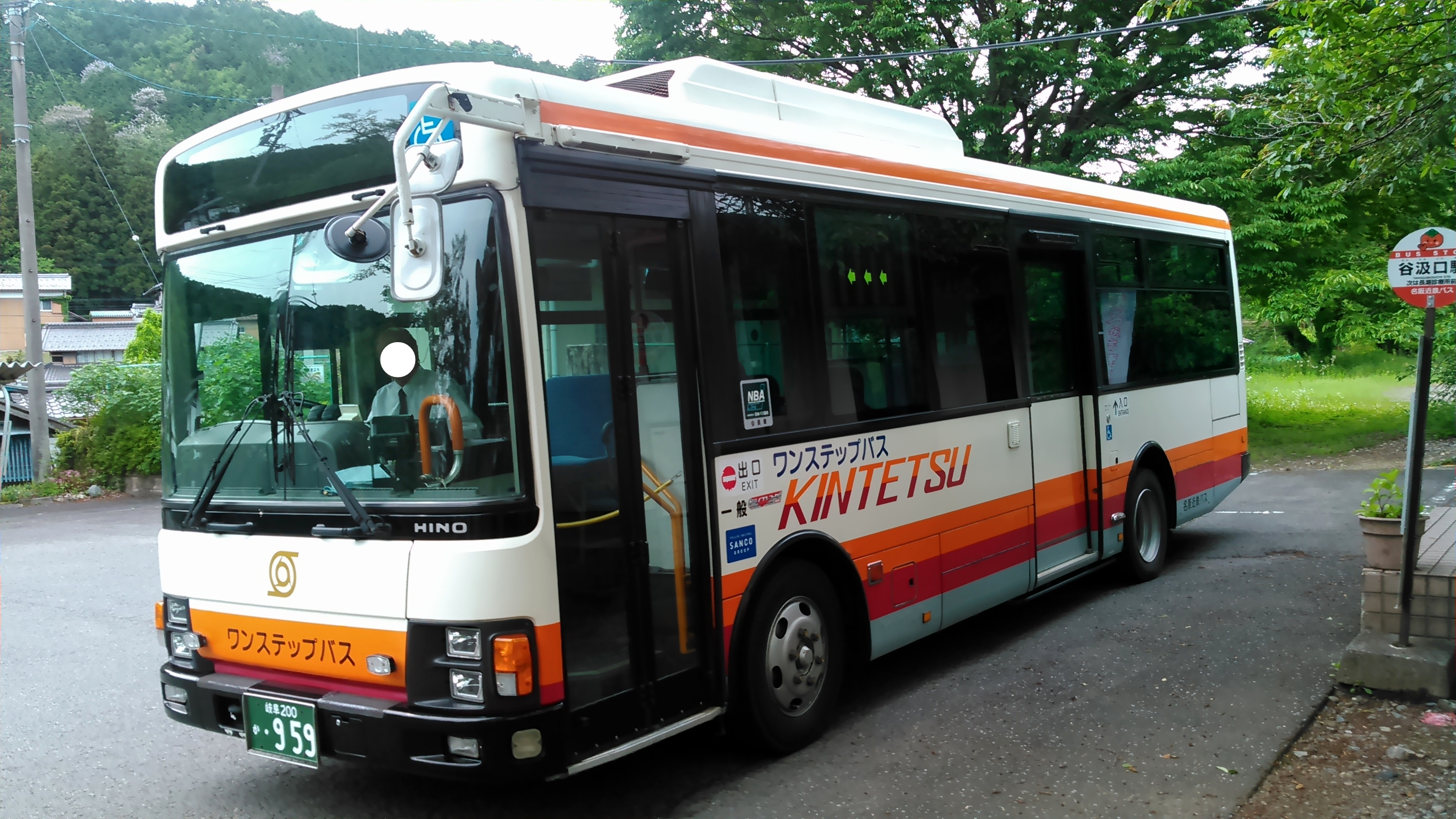
揖斐営業所所属の中型路線車 揖斐川町コミュニティバス時代の車両。谷汲口駅バス停留所にて（2017年5月）
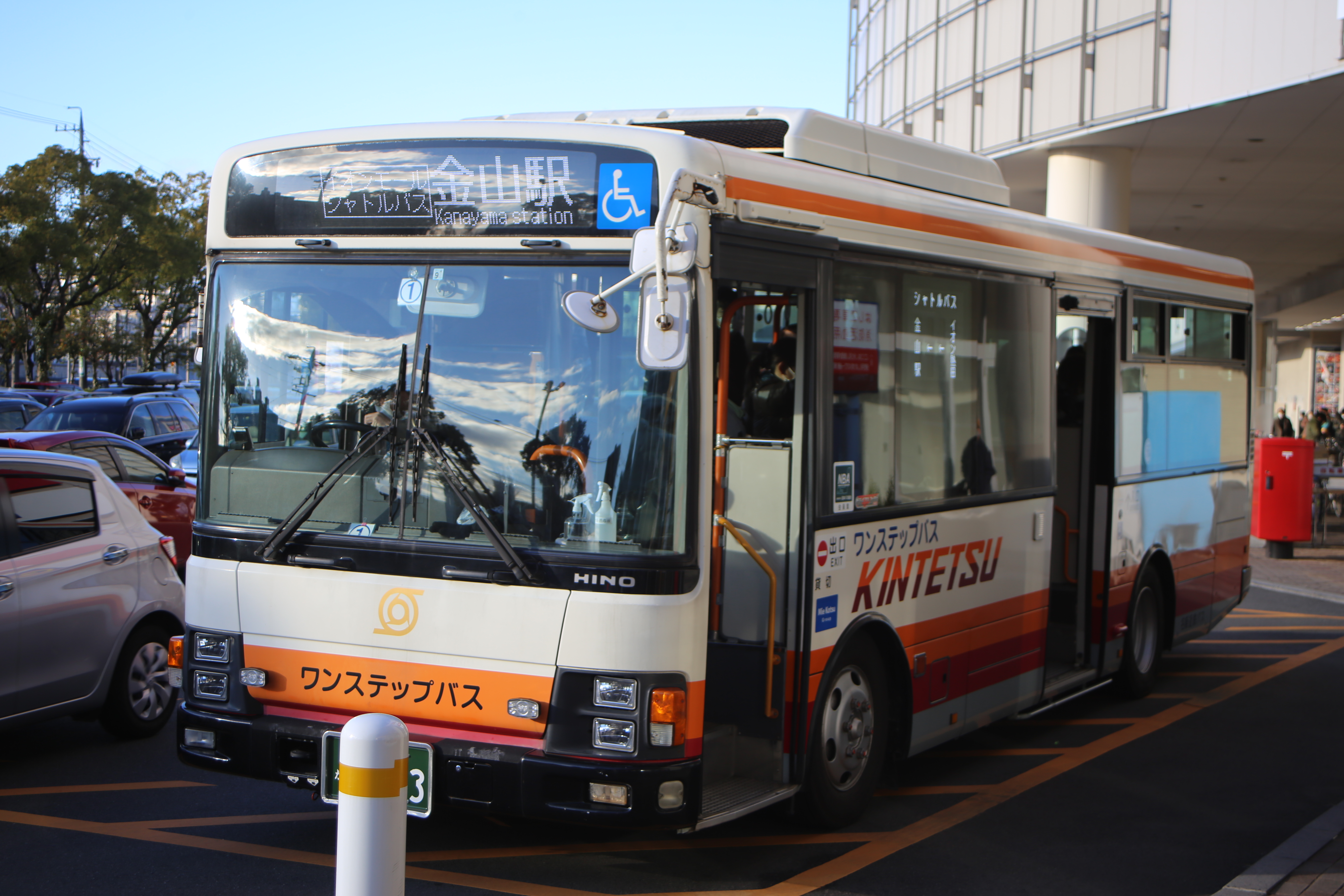
名古屋営業所へ転属した中型路線車 イオンモール熱田シャトルバス専用車（2022年1月）